# Castanopsis fissa
Castanopsis fissa là một loài thực vật có hoa trong họ Fagaceae. Loài này được (Champ. ex Benth.) Rehder & E.H.Wilson mô tả khoa học đầu tiên năm 1916.